# 凱阿島

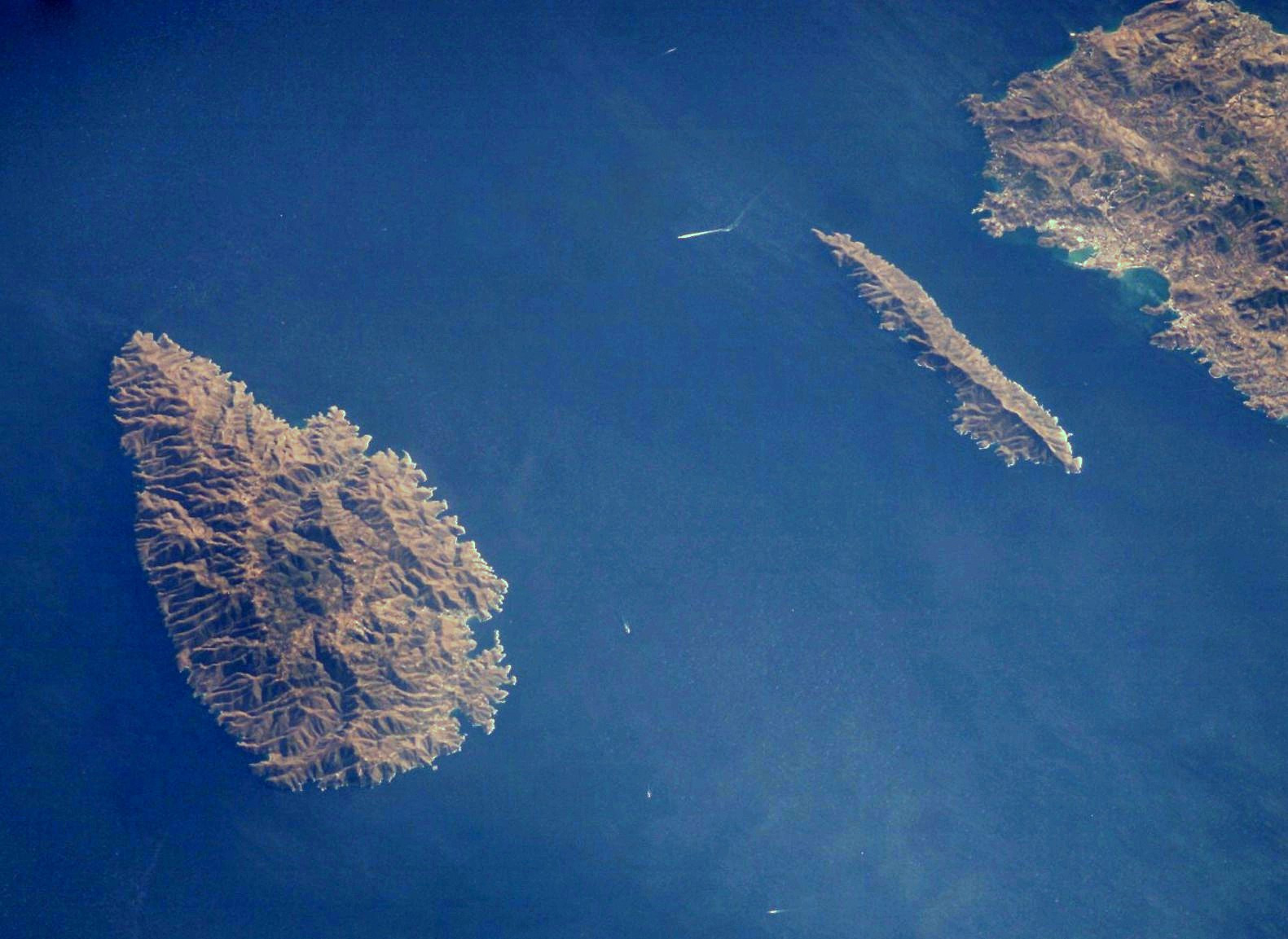
凯阿岛卫星图，右边的狭长小岛为馬克羅尼索斯島

凱阿島（希臘語：Κέα）是希臘的島嶼，位於愛琴海，屬於基克拉澤斯群島的一部分，長19公里、寬9公里，面積128.9平方公里，海岸線長88公里，最高點海拔高度568米，2001年人口2,417。行政上该岛隶属于南愛琴大區凯阿-基斯诺斯专区的凯阿市镇。

## 外部連結
- 凯阿市镇官方网站 （页面存档备份，存于） （希腊文）